# 天主教奧皮多馬梅爾蒂納-帕爾米教區
天主教奧皮多馬梅爾蒂納-帕爾米教區（拉丁語：Dioecesis Oppidensis-Palmarum）是天主教會在義大利的一個教區。屬雷焦卡拉布里亞-波瓦總教區。
奧皮多馬梅爾蒂納教區第一次有文獻記載的主教出現於1053年。1979年6月10日易名至今。
教區位於雷焦卡拉布里亞省西北部，2004年有教友173,990人，佔轄區總人口98.1%。教區下轄六十五個堂區，有101名司鐸。現任教區主教為方濟·米利托。